# Protobonellia papillosum
Protobonellia papillosum is een lepelworm uit de familie Bonelliidae.
De wetenschappelijke naam van de soort werd in 1978 gepubliceerd door Galina Vansetti Murina.